# Assionara Souza
Assionara Medeiros de Souza (Caicó, 14 de outubro de 1969 - Curitiba, 21 de maio de 2018) foi uma escritora e dramaturga brasileira.
Nascida em Caicó/RN e radicada em Curitiba/PR. Formada em Estudos Literários pela Universidade Federal do Paraná, em 2003, foi pesquisadora da obra de Osman Lins (1924-1978). Fez o mestrado e o doutorado também na UFPR. Autora dos volumes de contos Cecília não é um cachimbo(2005), Amanhã. Com sorvete! (2010), Os hábitos e os monges(2011), Na rua: a caminho do circo (2014) —contemplado com a Bolsa Petrobras, 2014; e dos livros de poesia Alquimista na chuva (2017) e Instruções para morder a palavra pássaro (2022, póstumo). Sua obra foi publicada no México pela editora Calygramma. Foi colaboradora da revista Germina Literatura. Participou do coletivo Escritoras Suicidas. Idealizou e coordenou o projeto Translações: Literatura em Trânsito, reunindo autores paranaenses. Estreou na dramaturgia escrevendo a peça Das mulheres de antes (2016), para a Inominável Companhia de Teatro.
Assionara faleceu na cidade de Curitiba aos 48 anos de idade, após enfrentar um câncer de intestino no último período da vida dela. Em 2022, a Telaranha Edições reuniu sua produção poética inédita no livro Instruções para morder a palavra pássaro.

## Obras

### Teatro
- 2016 - Das Mulheres de Antes - Inominável Companhia de Teatro

### Contos
- 2005 - Cecília Não É Um Cachimbo - Ed. 7Letras
- 2010 - Amanhãs com Sorvete! - Ed. 7Letras

No México: Mañana ¡Con helado!, ed. Calygramma, 2014
- 2011 - Os Hábitos e os Monges - Ed. Kafka
- 2014 - Na Rua: A Caminho do Circo - Ed. Arte e Letra

### Poesia
- 2017 - Alquimista na Chuva - Ed. Kotter
- 2022 - Instruções para morder a palavra pássaro (póstumo) - Ed. Telaranha